# Parrya beketovii
Parrya beketovii är en korsblommig växtart som beskrevs av Andrej Nikovaevich Krasnov. Parrya beketovii ingår i släktet Parrya och familjen korsblommiga växter. Inga underarter finns listade i Catalogue of Life.